# بالگرد نظامی

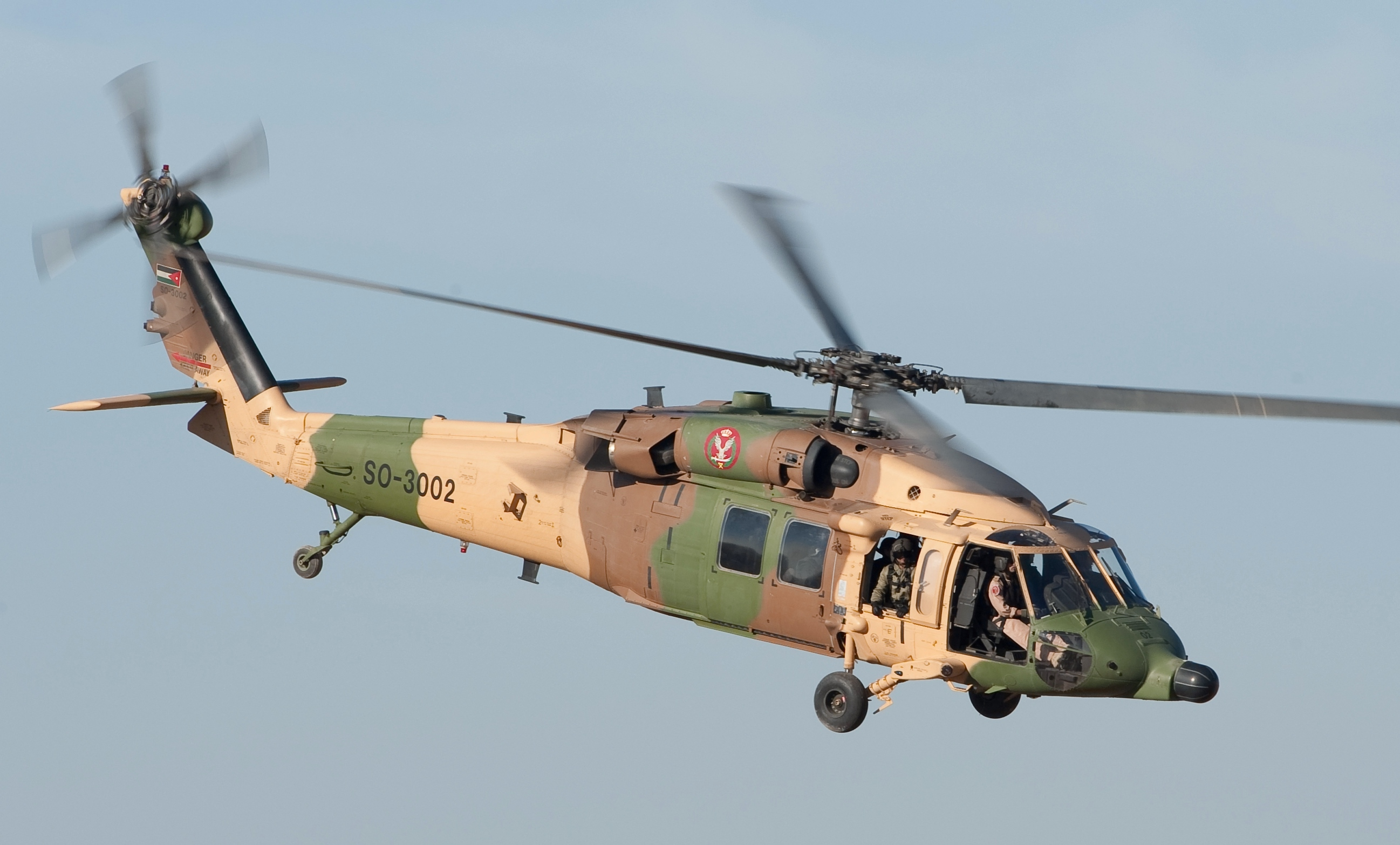
سیکورسکی یواچ-۶۰ بلک هاوک نمونه‌ای از یک بالگرد نظامی

بالگرد نظامی (انگلیسی: Military helicopter) بالگردی است که یا به طور خاص برای استفاده توسط یک نیروی نظامی طراحی شده یا برای آن تبدیل شده است. ماموریت یک بالگرد نظامی تابعی از طراحی یا تبدیل آن است.
رایج‌ترین کاربرد بالگردهای نظامی، ترابری هوایی است، اما بالگردهای ترابری را می‌توان برای انجام ماموریت‌های دیگری مانند جستجو و نجات رزمی، تخلیه پزشکی، خدمت به عنوان یک پست فرماندهی هوابرد یا حتی بالگرد مسلح برای پشتیبانی هوایی نزدیک، اصلاح یا تبدیل کرد. بالگردهای نظامی تخصصی برای انجام ماموریت‌های خاص در نظر گرفته شده‌اند. نمونه‌هایی از بالگردهای نظامی تخصصی عبارتند از بالگردهای تهاجمی، بالگردهای عملیات شناسایی هوایی و بالگردهای جنگ ضدزیردریایی.